# Eilhard Mitscherlich

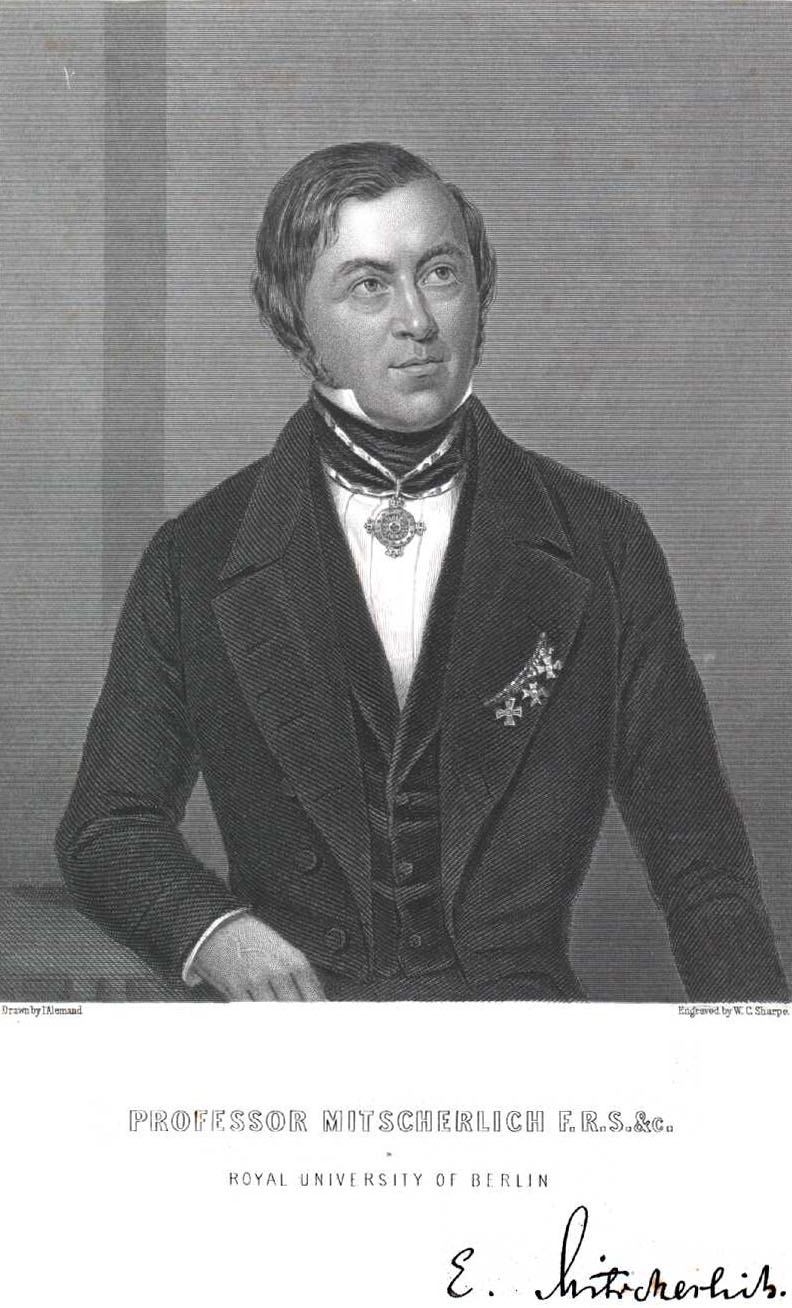
Eilhard Mitscherlich

Eilhard Mitscherlich  (n. 7 ianuarie 1794, Neuende, azi cartier în Wilhelmshaven; d. 28 august 1863, Berlin) a fost un chimist și mineralog renumit german. Mitscherlich devine cunoscut, printre altele, pentru descoperirea formelor iztomorfe și polimorfe ale cristalelor, ca și descoperirea acidului selenic (H2SeO4) și acidului manganic (HMnO4).

## Date biografice, activitate
Eilhard Mitscherlich s-a născut în parohia unui preot protestant și urmează în sat școala ce aparținea bisericii. După care va fi elev la Școala Provincială (Mariengymnasium) unde învață latină. La 17 ani va studia în Heidelberg, Istoria Orientală, după doi ani se mută la Paris unde va învăța la școala Ecole des langues orientales. Va studia medicină în anul 1814 în Göttingen, pentru realizarea visului său de a vizita Persia. În 1814 obține o bursă pentru studiul chimiei sub îndrumarea lui Berzelius în Stockholm. La întoarcerea din Suedia, devine membru al academiei germane și va preda chimia și fizica la Universitatea Friedrich-Wilhelm din Berlin, iar ulterior va fi profesor la Acadedemia Militară. În urma unui atac cardiac, moare în anul 1863 în Berlin.

## Opere
- Über das Verhältniß der Krystallform zu den chemischen Proportionen. 3.Abh.: Über die künstliche Darstellung der Mineralien aus ihren Bestandtheilen; 4.Abh.:. die in zwei verschiedenen Formen krystallieren, Akademie der Wissenschaften, Berlin 1822–1825. (Raporturile chimice la formare cristalelor)
- Lehrbuch der Chemie, 2 Bände, 4. Auflage, 1840–1848. (Manual de Chimie)
- Vulkanische Erscheinungen der Eifel, 1865. (Vulcanismul in Eifel)